# Jamaica op de Olympische Zomerspelen 1976
Jamaica nam deel aan de Olympische Zomerspelen 1976 in Montréal, Canada. Voor het eerst sinds 1952 stond er weer een Jamaicaan op het olympisch podium. Don Quarrie won goud en zilver.

## Medailleoverzicht
| Sport    | Olympiër    | Onderdeel | Medaille |
| -------- | ----------- | --------- | -------- |
| Atletiek | Don Quarrie | 200m (m)  | Goud     |
| Atletiek | Don Quarrie | 100m (m)  | Zilver   |

## Deelnemers en resultaten

### Atletiek
| Olympiër                                                          | Onderdeel        | Resultaat | Prestatie                                                                                               |
| ----------------------------------------------------------------- | ---------------- | --------- | --- |
| Colin Bradford                                                    | 100m (m)         | 23e       | serie 5: 4de in 10,64 kwartfinale 2: 7de in 10,62                                                       |
| Don Quarrie                                                       | 100m (m)         | Zilver    | serie 4: 1ste in 10,38 kwartfinale 1: 1ste in 10,33 halve finale 2: 2de in 10,26 finale: 2de in 10,08   |
| Colin Bradford                                                    | 200m (m)         | 7e        | serie 1: 3de in 21,57 kwartfinale 1: 4de in 21,03 halve finale 1: 4de in 21,09 finale: 7de in 21,17     |
| Don Quarrie                                                       | 200m (m)         | Goud      | serie 7: 1ste in 20,85 kwartfinale 3: 1ste in 20,28 halve finale 2: 1ste in 20,48 finale: 1ste in 20,23 |
| Alfred Daley                                                      | 400m (m)         | 19e       | serie 6: 4de in 48,04 kwartfinale 1: 7de in 48,46                                                       |
| Leighton Priestley                                                | 400m (m)         | 18e       | serie 2: 5de in 46,74 kwartfinale 2: 5de in 46,45                                                       |
| Seymour Newman                                                    | 800m (m)         | 11e       | serie 3: 2de in 1.48,46 halve finale 2: 5de in 1.47,22                                                  |
| Leighton Priestley Don Quarrie Colin Bradford Seymour Newman      | 4x400m (m)       | 5e        | serie 1: 3de in 3.03,86 finale: 5de in 3.02,84                                                          |
|                                                                   |                  |           | |
| Rosie Allwood                                                     | 100m (v)         | 9e        | serie 1: 3de in 11,35 kwartfinale 1: 3de in 11,34 halve finale 1: 5de in 11,32                          |
| Carol Cummings                                                    | 100m (v)         | 27e       | serie 1: 6de in 11,69 kwartfinale 2: 7de in 11,75                                                       |
| Lelieth Hodges                                                    | 100m (v)         | 21e       | serie 2: 3de in 11,54 kwartfinale 4: 6de in 11,58                                                       |
| Rosie Allwood                                                     | 200m (v)         | 17e       | serie 1: 3de in 23,34 kwartfinale 2: 5de in 23,40                                                       |
| Carol Cummings                                                    | 200m (v)         | 15e       | serie 6: 5de in 23,50 kwartfinale 4: 4de in 23,45 halve finale 1: 7de in 23,41                          |
| Jackie Pusey                                                      | 200m (v)         | 13e       | serie 5: 2de in 23,56 kwartfinale 3: 4de in 23,42 halve finale 2: 7de in 23,31                          |
| Helen Blake                                                       | 400m (v)         | 33e       | serie 2: 6de in 53,93                                                                                   |
| Marilyn Neufville                                                 | 400m (v)         | DNF       | serie 3: 4de in 52,93 kwartfinale 2: niet gestart                                                       |
| Ruth Williams-Simpson                                             | 400m (v)         | 28e       | serie 5: 5de in 54,07 kwartfinale 3: 8ste in 53,88                                                      |
| Leleith Hodges Rose Allwood Carol Cummings Jacqueline Pusey       | 4x100m (v)       | 6e        | serie 2: 4de in 43,88 finale: 6de in 43,24                                                              |
| Helen Blake Carol Cummings Jacqueline Pusey Ruth Williams-Simpson | 4x400m (v)       | DSQ       | serie 1: gediskwalificeerd                                                                              |
| Audrey Reid                                                       | hoogspringen (v) | 21e       | kwalificatie groep B: 4de met 1,80m finale: 21ste met 1,78m                                             |
| Andrea Bruce                                                      | vijfkamp (v)     | 15e       | 4198 punten                                                                                             |

### Boksen
| Olympiër          | Onderdeel | Resultaat | Prestatie |
| ----------------- | --------- | --------- | --- |
| Clarence Robinson | -57kg (m) | 9e        | 1ste ronde: vrij 2de ronde: W van SWZ Magagula: walk-over 3de ronde: V van KOR Choon: gediskwalificeerd              |
| Mike McCallum     | -69kg (m) | 5e        | 1ste ronde: vrij 2de ronde: W van MGL Bandi: 5-0 3de ronde: W van AUS Dauer: 5-0 kwartfinale: V van FRG Skricek: 2-3 |
| Trevor Berbick    | +81kg (m) | 9e        | 1ste ronde: vrij 2de ronde: V van ROU Şimon: 0-5                                                                     |

### Wielrennen
| Olympiër         | Onderdeel        | Resultaat | Prestatie                                                                     |
| Baan             | Baan             | Baan      | Baan                                                                          |
| ---------------- | ---------------- | --------- | ----------------------------------------------------------------------------- |
| Rudolph Mirander | sprint (m)       | 16e       | 1ste ronde serie 11: W van GBR Gadd: 11,45 2de serie 3: 2de herkansingen: 3de |
| David Weller     | tijdrit (m)      | 11e       | 1.08,534                                                                      |
| Weg              |                  |           |                                                                               |
| Errol Walters    | wegwedstrijd (m) | DNF       | niet gefinisht                                                                |

Amerikaanse Maagdeneilanden · Andorra · Antigua en Barbuda · Argentinië · Australië · Bahama's · Barbados · België · Belize · Bermuda · Bolivia · Bondsrepubliek Duitsland · Brazilië · Bulgarije · Canada · Chili · Colombia · Costa Rica · Cuba · Denemarken · Dominicaanse Republiek · Duitse Democratische Republiek · Ecuador · Egypte · Fiji · Filipijnen · Finland · Frankrijk · Griekenland · Groot-Brittannië · Guatemala · Haïti · Honduras · Hongarije · Hongkong · Ierland · IJsland · India · Indonesië · Iran · Israël · Italië · Ivoorkust · Jamaica · Japan · Joegoslavië · Kaaimaneilanden · Kameroen · Koeweit · Libanon · Liechtenstein · Luxemburg · Maleisië · Marokko · Mexico · Monaco · Mongolië · Nederland · Nederlandse Antillen · Nepal · Nicaragua · Nieuw-Zeeland · Noord-Korea · Noorwegen · Oostenrijk · Pakistan · Panama · Papoea-Nieuw-Guinea · Paraguay · Peru · Polen · Portugal · Puerto Rico · Roemenië · San Marino · Saoedi-Arabië · Senegal · Singapore · Sovjet-Unie · Spanje · Suriname · Thailand · Trinidad en Tobago · Tsjecho-Slowakije · Tunesië · Turkije · Uruguay · Venezuela · Verenigde Staten · Zuid-Korea · Zweden · Zwitserland